# MVP: Most Vertical Primate
MVP: Most Vertical Primate (Jack, el patinador más mono) es una película de 2001, y es la segunda entrega de la serie MVP, dirigida por Robert Vince y producida por Anna McRoberts, Michael Strange, Robert Vince, Anne Vince y Theodore Henry Maston.
El chimpancé Jack debuta en la liga profesional de Hockey con el equipo de Seattle. Pronto su habilidad sobre el hielo queda patente y se convierte en el mejor jugador de la liga. Pero el equipo rival, Los Angeles Kings, acusa a Jack de un delito del que es inocente y debe abandonar el juego.

## Reparto
- Russell Ferrier - Darren
- Richard Karn - Ollie Plant
- Cameron Bancroft - Rob Poirter
- Scott Goodman - Ben Johnson
- Troy Ruptash - Tyson Fowler
- Ian Bagg - Olaf Schickendanz
- Dolores Drake - Barbara
- Fred Keating - Entrenador Miller
- Craig March - Entrenador Skinner
- Brenna - Brenna Sometime’s
- Gus Lynch - Bud Fulton
- Bernie and Louie - Jack

## Recepción
MVP: Most Vertical Primate fue mejor recibido por los críticos, pero recibió críticas mixtas. La película tiene un 41% en Rotten Tomatoes.
- Datos: Q6719166